# Fargo (4ª temporada)
A quarta temporada de Fargo, uma série de televisão americana do gênero policial que envolve humor ácido e drama, criada por Noah Hawley, estreou em 27 de Setembro de 2020 no canal FX, e conta com 11 episódios. A temporada foi originalmente programada para estrear em 19 de Abril de 2020, mas acabou adiada por conta da pandemia de COVID-19.
Como em uma antologia, cada temporada de Fargo possui sua própria narrativa, formada por um conjunto de personagens em cenários e épocas distintas, embora conectados em um universo compartilhado na Região Centro-Oeste dos Estados Unidos, especificamente na cidade de Fargo, Dakota do Norte. A quarta temporada se passa em 1950 em Kansas City e a história segue dois grupos do crime organizado, enquanto lutam por controle. O elenco é liderado por Chris Rock, que interpreta Loy Cannon, o chefe de uma associação criminosa formada por emigrantes negros que fogem do Sul de Jim Crow, por conta do seu suposto relacionamento com a máfia de Kansas City. Outros atores do elenco incluem Jessie Buckley, Jason Schwartzman, Ben Whishaw e Jack Huston .

## Elenco
- Chris Rock interpretando Loy Cannon[3]
- Jessie Buckley como Oraetta Mayflower[3]
- Jason Schwartzman como Josto Fadda[3]
- Ben Whishaw como Patrick "Rabbi" Milligan[3]
- Jack Huston como Odis Weff[3]
- Salvatore Esposito como Gaetano Fadda[3]
- E'myri Crutchfield como Ethelrida Pearl Smutny[3]
- Andrew Bird como Thurman Smutny[3]
- Anji White como Dibrell Smutny[3]
- Jeremie Harris como Leon Bittle[3]
- Matthew Elam como Lemuel Cannon[4]
- Corey Hendrix como Omie Sparkman[4]
- James Vincent Meredith como Opal Rackley
- Francesco Acquaroli como Ebal Violante[3]
- Gaetano Bruno como Constant Calamita[3]
- Stephen Spencer como Dr. David Harvard[5]
- Karen Aldridge como Zelmare Roulette[6]

## Aparições recorrentes
- Glynn Turman interpretando Doctor Senator[12]
- Timothy Olyphant como Dick "Deafy" Wickware[13]
- Kelsey Asbille como Swanee Capps[14]
- Rodney L. Jones III como Satchel Cannon
- Hannah Love Jones como Florine Cannon
- Tommaso Ragno como Donatello Fadda

## Produção
A quarta temporada foi anunciada em Agosto de 2018, confirmando que Chris Rock foi escolhido para o papel principal. Em Julho de 2019, foi anunciado que 12 atores foram selecionados, incluindo Francesco Acquaroli, Andrew Bird, Jessie Buckley, Salvatore Esposito, Jeremie Harris, Jack Huston, Amber Midthunder, Jason Schwartzman e Ben Whishaw. Em Setembro de 2019, foi anunciado que Uzo Aduba havia sido selecionado para o papel de Roleta Zelmare, no entanto, Aduba teve que abandonar o papel devido a "problemas familiares pessoais". O papel foi reformulado com Karen Aldridge em Dezembro.
A produção começou em Outubro de 2019 em Chicago, Illinois, com Hawley dirigindo os primeiros episódios. Em Março de 2020, o canal FX suspendeu a produção da série no mínimo em duas semanas devido à pandemia de coronavírus. A data de estreia original, 19 de Abril de 2020, também foi adiada devido a atrasos na produção. A interrupção da série rendeu oito dos onze episódios. A produção foi retomada em Agosto de 2020 e concluída em 8 de Setembro de 2020.

## Aceitação do público
A quarta temporada recebeu ao todo críticas positivas, embora menos aclamada em comparação as temporadas anteriores. No Rotten Tomatoes, a temporada foi "certificada" com 78% de aprovação crítica e uma pontuação média de 7,29 em 10, com base em 45 avaliações. No portal, a maioria concorda que "embora a quarta temporada de Fargo pareça ambiciosa e lute para manter o entusiasmo, as boas performances e a mudança de cenário contribuem para um afastamento - ainda parecido - do padrão da série."  No Metacritic, a série tem uma pontuação de 68 de 100, com base em 33 avaliações, indicando "avaliações geralmente favoráveis".